# Libertas Brindisi 1958-1959
La Libertas Brindisi 1958-1959, prende parte al campionato italiano di Serie A, girone B a 10 squadre. Chiude la stagione regolare al settimo posto con 7V e 11P, 862 punti segnati e 956 subiti.

## Storia & Roster
Gianni Donativi, protagonista della promozione in serie A ottenuta due anni prima, si trasferisce a Caserta nella Juve Caserta. Franco Portaluri passa al Vasco Monopoli di Beppe Todisco. Antonio Melone sospende l'attività agonistica per il servizio di leva. Dall' ASSI Brindisi vengono prelevati Vittorio Sangiorgio e Rino Aprile. Dagli Juniores esordiscono in prima squadra Giuseppe Giuri, Lillo Primaverili e Franco Cito.
Tiratore scelto della squadra è Elio Pentassuglia con 273 punti in 18 partite, seguito da Sangiorgio con 172 e Quarta con 160.
| Libertas Brindisi 1958/1959 | Libertas Brindisi 1958/1959 |
| Giocatori                   | Staff tecnico               |
| --------------------------- | --------------------------- |

| N. | Naz.              | Ruolo | Nome                | Anno | Alt.   | Peso |  |
| -- | ----------------- | ----- | ------------------- | ---- | ------ | ---- |  |
| 3  | Italia (bandiera) | A     | Giuseppe Giuri      | 1942 |        |      |  |
| 4  | Italia (bandiera) | C     | Salvatore Velardi   | 1933 | 200 cm |      |  |
| 5  | Italia (bandiera) | AC    | Giovanni Antonucci  | 1938 |        |      |  |
| 7  | Italia (bandiera) | P     | Mario Colelli       | 1938 |        |      |  |
| 8  | Italia (bandiera) | G     | Dante Fazzina       | 1938 |        |      |  |
| 9  | Italia (bandiera) | A     | Aldo Vonghia        | 1930 |        |      |  |
| 10 | Italia (bandiera) | G     | Franco Cito         | 1942 |        |      |  |
| 11 | Italia (bandiera) | G     | Ettore Quarta       | 1939 |        |      |  |
| 12 | Italia (bandiera) | A     | Elio Pentassuglia   | 1932 |        |      |  |
| 13 | Italia (bandiera) | P     | Nicola Primaverili  | 1942 |        |      |  |
| 14 | Italia (bandiera) | A     | Vittorio Sangiorgio | 1941 | 195 cm |      |  |
|    | Italia (bandiera) | G     | Rino Aprile         | 1940 |        |      |  |

| Allenatore             |
| - Elio Pentassuglia    |
| Assistente/i           |
| Legenda - (C) Capitano |

## Risultati
| Arbitri: | Giotto (Roma) Pantaloni (Colleferro) |

|                                          |       |                                |
| Valentini 16, Dionisio 15, Martorelli 12 | Punti | Pentassuglia 15, Sangiorgio 14 |

| Arbitri: | Rago (Napoli) Della Pietra (Napoli) |

|                                            |       |                                    |
| Pentassuglia 31, Sangiorgio 17, Fazzina 16 | Punti | Maggetti 32, Verrigni 12, Rocci 12 |

| Arbitri: | Zaffagnini (Biella) Maggio (Biella) |

|                                  |       |                            |
| Pieroni 20, Cosmelli 8, Marini 8 | Punti | Pentassuglia 15, Fazzina 9 |

| Arbitri: | Matiz (Civitavecchia) Coluzzi (Roma) |

|                                           |       |             |
| Pentassuglia 15, Sangiorgio 10, Fazzina 9 | Punti | Minervini 9 |

| Arbitri: | Cardullo (Messina) Mollura (Messina) |

|                                           |       |                          |
| Pagnacco 16, Brancaccio 11, De Stefano 11 | Punti | Sangiorgio 15, Fazzina 8 |

| Arbitri: | Montanari (Forlì) Romagnoli (Porto San Giorgio) |

|                                |       |                                          |
| Pentassuglia 13, Sangiorgio 10 | Punti | Margheritini 26, Paveri 16, Chiodetti 13 |

| Arbitri: | Cammeo (Firenze) Nesti (Pistoia) |

|                                            |       |                                      |
| Sangiorgio 14, Pentassuglia 13, Vonghia 11 | Punti | Pieroni 16, Fontana 14, De Carolis 8 |

| Arbitri: | Armando (Avellino) Colasante (Avellino) |

|                        |       |                                           |
| Velluti 19, Pirastu 17 | Punti | Quarta 13, Pentassuglia 11, Sangiorgio 10 |

| Arbitri: | Della Pietra (Napoli) Micali (Reggio Calabria) |

|                                |       |                         |
| Pentassuglia 18, Sangiorgio 8, | Punti | Tagliarini 11, Morico 8 |

| Arbitri: | Fabbri (Livorno) Zunino (Roma) |

|                                 |       |             |
| Pentassuglia 15, Sangiorgio 11, | Punti | Valentino 9 |

| Arbitri: | De Flaminiis (Napoli) Massaro (Napoli) |

|                                      |       |                               |
| Maggetti 31, Ferrigni 14, Mongia 10, | Punti | Sangiorgio 13, Pentassuglia 9 |

| Arbitri: | M. Romagnoli (Porto San Giorgio) E. Romagnoli (Porto San Giorgio) |

|                          |       |                                    |
| Quarta 8, Pentassuglia 8 | Punti | Bufalini 12, Pieroni 11, Marini 11 |

| Arbitri: | Martorelli (Teramo) Massaro (Napoli) |

|                                      |       |                                           |
| Minervini 17, Del Conte 15, Milli 10 | Punti | Quarta 24, Pentassuglia 15, Sangiorgio 11 |

| Arbitri: | Gomez (Roma) Pantaleoni (Colleferro) |

|                            |       |                                     |
| Pentassuglia 17, Quarta 15 | Punti | Ferrentino 14, Pagnacco 8, Piovan 8 |

| Arbitri: | Della Pietra (Napoli) De Flamminiis (Napoli) |

|                          |       |                                        |
| Zeppieri 11, Giacobbi 11 | Punti | Pentassuglia 25, Quarta 23, Velardi 17 |

| Arbitri: | Massa (Napoli) Colasanti (Avellino) |

|                                |       |                            |
| Piras 14, Ticca 13, Sabelli 11 | Punti | Pentassuglia 17, Quarta 15 |

| Arbitri: | Mollura (Messina) Cardullo (Messina) |

|                                        |       |                       |
| Pentassuglia 17, Quarta 15, Velardi 10 | Punti | Velluti 21, Florio 11 |

| Ancona 15 marzo 1959 18ª giornata | Stamura Ancona | 44 – 47 | Libertas Brindisi |  |

## Fonti
La Gazzetta del Mezzogiorno edizione 1958-59